# Râul Balta Cucului
Râul Balta Cucului este un curs de apă, unul din cele două brațe care formează Râul Balta Lungă.